# Phyllogomphoides suasillus
Phyllogomphoides suasillus là loài chuồn chuồn trong họ Gomphidae. Loài này được Donnelly mô tả khoa học đầu tiên năm 1979.